# Icimauna angaba
Icimauna angaba là một loài bọ cánh cứng trong họ Cerambycidae.